# 모리 겐이치
모리 겐이치(일본어: 森 賢一, 1984년 10월 23일 ~ )는 일본의 전 축구 선수이다.

## 구단 경력
과거 미토 홀리호크에서 활동하였다.